# Antonio J. Benítez
Antonio J. Benítez (Rosario, 3 de marzo de 1903 - Buenos Aires, 14 de junio de 1992) fue un abogado y político argentino perteneciente al Partido Justicialista que se desempeñó como diputado nacional (1946-1955), convencional constituyente (1949) y ministro de Justicia e Instrucción Pública (1944-1945), de Justicia (1973-1975) y del Interior (1975).

## Biografía
Nació en la ciudad de Rosario, provincia de Santa Fe, el 3 de marzo de 1903, hijo de Juana Ferrán y Cipriano A. Benítez, quien fuera por un corto período intendente radical de la ciudad de Rosario.

## Estudios y profesión
Estudió Ciencias Jurídicas en la Universidad Nacional del Litoral de la cual egresó en el año 1925, a los 22 años, con el título de doctor en Leyes. Fue socio en Buenos Aires del senador radical Armando Antille, con quien comenzó su militancia política. Después de la revolución del 6 de septiembre de 1930, ambos asumieron la defensa conjunta del presidente Hipólito Yrigoyen.

## Labor legislativa
Luego de integrar el Gabinete, como ministro de Justicia e Instrucción Pública, junto a Juan Domingo Perón, durante el gobierno del dictador Edelmiro J. Farrell, Benítez encabezó la lista de diputados por la Capital Federal de la Unión Cívica Radical Junta Renovadora. En las elecciones del 24 de febrero de 1946, la fórmula presidencial Perón-Quijano, resultó victoriosa y Benítez fue elegido como representante para ese distrito para el período 1946 a 1950. Dicho mandato fue prorrogado hasta el 30 de abril de 1952 por la convención constituyente de 1949, de la cual formó parte). En 1952, fue reelecto para el mismo cargo, por el período entre 1952 y 1955 . Entre 1953 y 1955 Benítez ejerció la Presidencia de la Cámara de Diputados. Finalmente, fue elegido para un tercer mandato que comenzó en 1955 y que debió terminar en el año 1961, pero que quedó interrumpido en septiembre de 1955 cuando el gobierno fue derrocado por la Revolución Libertadora.
Durante su labor como legislador, Benítez presentó importantes proyectos, que fueron aprobados, como la creación en la ciudad de Rosario la Facultad de Filosofía, Letras y Ciencias de la Educación de la Universidad Nacional del Litoral, sobre igualdad de hijos extramatrimoniales, protección de los derechos de los animales.

### Igualdad de los hijos extramatrimoniales
La propuesta de Benítez equiparaba los hijos, hubieran nacido dentro o fuera del matrimonio y eliminaba a este como eje de la familia, lo que provocó fuertes protestas de la Iglesia católica y de algunas organizaciones como la Liga de Padres de Familia, Liga de Madres y Grupos Matrimoniales Nazaret y la Corporación de Abogados Católicos, en tanto otros se manifestaban en favor de la ley. La supresión de las discriminaciones entre hijos, era uno de los objetivos del gobierno peronista; (Eva Perón era hija ilegítima). Benítez, presentó un proyecto de ley en ese sentido expresando al fundamentarlo que “la legislación justicialista no puede ignorar la existencia de hijos concebidos fuera del matrimonio; no puede aceptar, como lo consagra hasta hoy nuestro Código Civil que los padres puedan negar, escondiéndola su paternidad, ni puede tolerarse que se divida la descendencia humana en hijos legítimos e ilegítimos, liberando a los malos padres de sus culpas y trasladándolas a quienes no son sino sus víctimas inocentes”.

#### Ley 14.346
Antonio Benítez fue autor del proyecto de la Ley 14.346. Esta ley, que complementó la ley Sarmiento N° 2.876 estableciendo penas de prisión de 15 días a 1 año a quienes cometan actos de crueldad contra los animales. Fue sancionada el 27 de septiembre de 1954 por la Cámara de Diputados.

## Funciones ejecutivas
Se desempeñó en cinco oportunidades como ministro de la Nación: Justicia e Instrucción Pública (1944-1945) bajo la presidencia de Edelmiro Farrel, Justicia (1973-1975) sucesivamente bajo las presidencias de Héctor Cámpora, Raúl A. Lastiri y Juan Perón, y María Estela Martínez de Perón, también asumió el del Interior (1975).

## Actividades académicas
Ejerció la docencia, como profesor de Derecho Procesal Civil, por concurso de la Universidad Nacional del Litoral, función que desempeñó hasta ser designado profesor de Derecho de la Navegación en la Facultad de Derecho (Universidad de Buenos Aires), cargo desde el cual creó la cátedra de Derecho Aeronáutico, que no existía hasta entonces en las universidades argentinas, impartiendo clases en ambas cátedras de derecho del transporte, marítimo y terrestre. En 1945, durante un corto período, fue comisionado como Rector de la Universidad de Buenos Aires. Fue designado Director del Instituto de Derecho Comercial de la Universidad de Buenos Aires. Fue coautor del Código Aeronáutico de la Nación.

## Persecuciones políticas
Benítez sufrió la cárcel por sus ideas políticas o por haber sido miembro de gobiernos derrocados en el poder en 1930, 1955 y 1976. En 1930 estuvo detenido 3 meses junto al Dr. Antille por haber ejercido como abogados del expresidente Hipólito Yrigoyen.
En 1955, al ser derrocado el gobierno peronista, su vivienda fue allanada, todos sus bienes confiscados, y estuvo detenido más de dos años en la celda 606 de la Penitenciaría Nacional situada entonces en la calle Las Heras. Años después obreros que estaban demoliendo el edificio le hicieron llegar el cerrojo de su celda, que atesoró como recuerdo de eso años y que donó al Museo de la Cámara de Diputados de la Nación poco antes de su deceso, quedando el cerrojo y su candado junto a otros objetos históricos, como el bombín de Juan B. Justo, o el chambergo de Alfredo Palacios en el Museo de la Cámara de Diputados.
Un informe elaborado por el Senado Nacional recoge el peor momento de ese cautiverio, cuando junto a un grupo de destacados dirigentes peronistas fueron enfrentados a un pelotón de fusilamiento que duró diez horas, y recién fue abortado por casualidad diez horas más tarde. En el informe se estableció que:

«En horas de la mañana del 10 de junio de 1956, un grupo de civiles armados ingresó a la cárcel de Caseros (Ciudad de Buenos Aires), con la evidente complicidad de las autoridades de la misma, con el propósito de asesinar a algunos dirigentes políticos y gremiales peronistas, de entre los muchos que estaban allí prisioneros del régimen militar.

Los señalados fueron: Dr. Alejandro H. Leloir, presidente del Partido Peronista; Dr. Oscar Albrieu, ministro del Interior; Dr. Antonio J. Benítez, presidente de la Cámara de Diputados de la Nación; Dr. Alberto Rocamora, diputado de la Nación; Dr. John William Cooke, diputado de la Nación, y el Sr. Manuel Damiano, secretario General del Gremio de los Periodistas.

Con insultos hacia sus personas, fueron informados que serían inmediatamente fusilados. Al preguntar las razones, fueron respondidos que era por su calidad de peronistas, y que por ello no merecían juicio previo ni defensa alguna. Los llevaron haciéndolos colocar parados de espalda contra un muro del penal y con las manos en alto. Frente a ellos se apostó un pelotón militar con sus armas en posición de tiro. Así estuvieron varias horas, en las que al parecer había órdenes y contraórdenes, hasta que al anochecer de ese día se les comunicó que la ejecución sería al día siguiente. Esa orden nunca llegó, y salvaron sus vidas.»"

En 1976, al producirse el golpe de Estado, fue detenido y condenado sumariamente por el acta institucional N° 2, dictada por la Junta Militar del Proceso de Reorganización Nacional, estuvo por dos años en la prisión militar de Magdalena, junto a otros políticos de su partido, hasta que obtuvo por su avanzada edad el beneficio de prisión domiciliaria, que se extendió casi hasta la reapertura democrática en los años 80.

## Distinciones honoríficas extranjeras
- Caballero  de la Gran Cruz de la Orden al Mérito de la República Italiana ( República Italiana, 16/11/1953).[24]
- Caballero de la Gran Cruz de la Orden del Mérito de la República Federal de Alemania (  República Federal de Alemania, 1955).
- Gran Cruz de la Orden de San Raimundo de Peñafort ( Reino de España, 10/06/1975).[25]

## Fallecimiento
Antonio J. Benítez falleció el 14 de junio de 1992 a los 89 años en la Ciudad de Buenos Aires.

### Fuente
- Barry, Carolina "La conformación política del peronismo 1945-1955" (enlace roto disponible en Internet Archive; véase el historial, la primera versión y la última).